# Grace Konrad
Grace Konrad (* 16. August 1999 in Edmonton) ist eine kanadische Leichtathletin, die im Sprint antritt und sich auf die 400-Meter-Distanz spezialisiert hat.

## Sportliche Laufbahn
Erste internationale Erfahrungen sammelte Grace Konrad im Jahr 2023, als sie im 400-Meter-Lauf bei den Weltmeisterschaften in Budapest startete und dort mit 51,60 s in der ersten Runde ausschied. Zudem belegte sie mit der kanadischen 4-mal-400-Meter-Staffel in 3:22,42 min den vierten Platz. Anfang November belegte sie bei den Panamerikanischen Spielen in Santiago de Chile in 52,10 s den vierten Platz über 400 Meter.
2023 wurde Konrad kanadische Meisterin im 400-Meter-Lauf.

## Persönliche Bestleistungen
- 400 Meter: 51,60 s, 20. August 2023 in Budapest
  - 400 Meter (Halle): 55,58 s, 8. Februar 2020 in Albuquerque